# Get Along
Get Along è un brano musicale di Megumi Hayashibara e Masami Okui, scritto da Arimori Satomi e Sato Hidetoshi, e pubblicato come singolo il 24 maggio 1995 dalla Starchild. Il brano è stato incluso negl'album della Hayashibara Slayers MEGUMIX ed in quello della Okui S-mode 1. Il singolo ha raggiunto la trentaseiesima posizione della classifica settimanale Oricon, e rimase in classifica per otto settimane e vendendo 36,800 copie. Get Along è stato utilizzato come sigla di chiusura dell'anime Slayers, mentre il lato B del singolo KUJIKENAIKARA! è la sigla di chiusura.

## Tracce
CD singolo KIDA-107
1. Get along – 4:06
2. KUJIKENAIKARA! (I'll NEVER GIVE UP) – 4:31
3. Get along (Off Vocal Version) – 4:06
4. KUJIKENAIKARA! (Off Vocal Version) – 4:31

Durata totale: 17:14

## Classifiche
| Classifica (1995)                        | Posizione più alta |
| ---------------------------------------- | ------------------ |
| Giappone (Classifica settimanale Oricon) | 36                 |